# آراکل باغیشه‌تسی
آراکل باغیشه‌تسی (ارمنی: Առաքել Բաղիշեցի; انگلیسی: Arakel Baghishetsi's) شاعر، موسیقیدان و روحانی ارمنی در سده پانزدهم میلادی بود. اشعار باغیشه‌تسی دارای مضامین مذهبی و اخلاقی است و در آنها بر اساس تعالیم عیسی مسیح، امر به معروف و نهی از منکر می‌کند. برخی اشعار این شاعر نیز دارای مضمون‌های تاریخی-ملی است.